# Виноградівка (Василівський район)
Виногра́дівка — село в Україні, у Роздольській сільській громаді Василівського району Запорізької області. Населення становить 161 осіб. До 2017 орган місцевого самоврядування - Роздольська сільська рада.

## Географія
Село Виноградівка знаходиться на відстані 1 км від села Роздол та за 1,5 км від села Абрикосівка. По селу протікає пересихаючий струмок з загатою. Поруч з селів проходить третій Магістральний канал. 

## Історія
1924 — дата заснування. 
12 червня 2020 року, відповідно до розпорядження Кабінету Міністрів України № 713-р «Про визначення адміністративних центрів та затвердження територій територіальних громад Запорізької області», увійшло до складу Роздольської сільської громади.
19 липня 2020 року, в результаті адміністративно-територіальної реформи та ліквідації  Михайлівського району та Токмацького районів населені пункти  громади увійшли до складу Василівського району.